# Братолюбівка (Новоукраїнський район)
Братолю́бівка — село в Україні, у Добровеличківській селищній громаді Новоукраїнського району Кіровоградської області. Населення становить 241 осіб. Колишній центр Братолюбівської сільської ради.

## Населення
Згідно з переписом УРСР 1989 року чисельність наявного населення села становила 288 осіб, з яких 126 чоловіків та 162 жінки.
За переписом населення України 2001 року в селі мешкала 241 особа. 100 % населення вказало своєю рідною мовою українську мову.